# 克羅斯廷伯斯 (密蘇里州)
克羅斯廷伯斯（英語：Cross Timbers）是位於美國密蘇里州希科里縣的城市。

## 人口
根據2020年美國人口普查的數據，克羅斯廷伯斯的面積為1.16平方千米，皆為陸地。當地共有人口119人，而人口密度為每平方千米103人。